# Alfred Andersen-Wingar

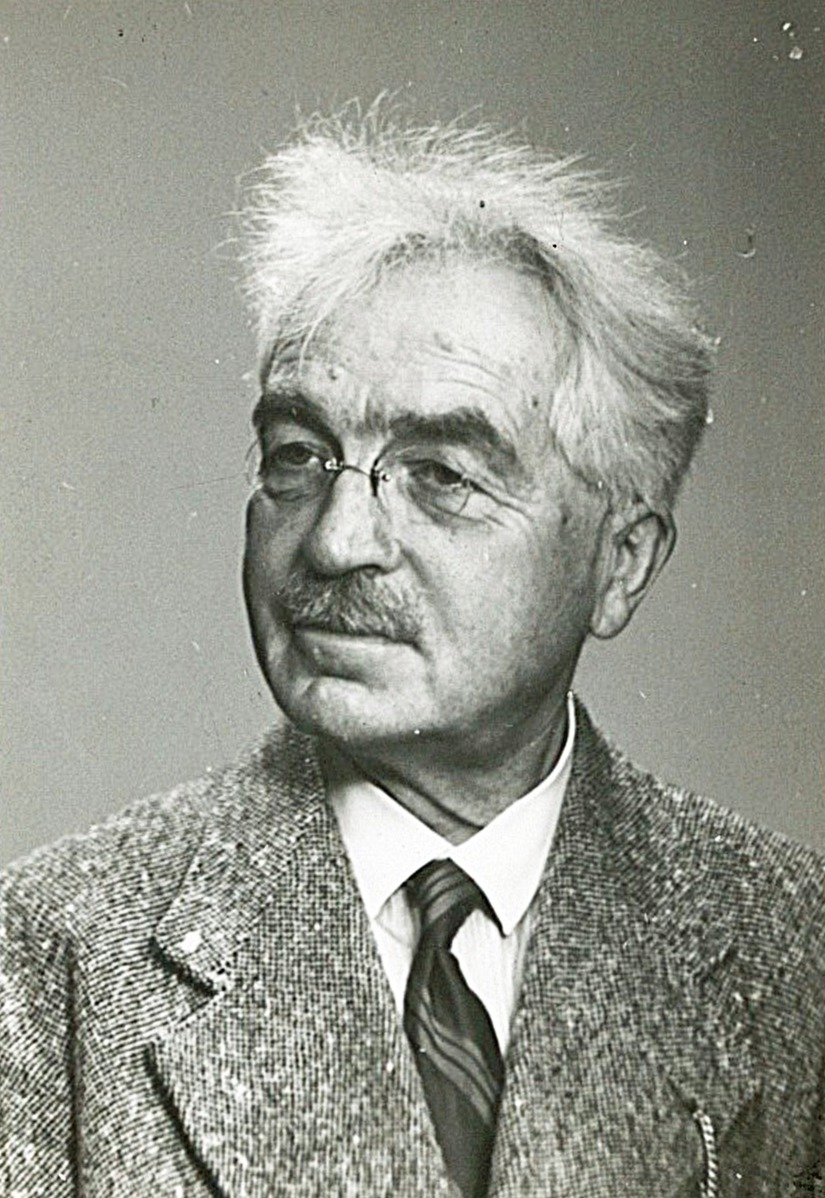
Alfred Andersen-Wingar

Alfred Andersen-Wingar, född 15 oktober 1869 i Kristiania, död 21 april 1952 i Oslo, var en norsk tonsättare.
Andersen-Wingar, som var lärjunge till Jules Massenet och André Gedalge i Paris, var 1890–1905 med några års avbrott anställd som violinist i Christiania Theaters och Nationaltheatrets orkester. Han komponerade bland annat operorna Fridtjof og Ingeborg och Die alte Metode, musik till dramat Iraka, fyra symfonier, två violinkonserter, två orientaliska rapsodier samt orkesterfantasierna Aus Norwegens Berg und Thal och Les Naïades. Hösten 1911 startade han populära symfonikonserter, vilka han senare ledde.